# Brett Emerton
Brett Michael Emerton (n. 22 februarie 1979) este un fotbalist australian retras din activitatea de jucător care a activat la cluburile Sydney FC, Blackburn Rovers și Echipa națională de fotbal a Australiei. Este al treilea jucător ca număr de meciuri jucate pentru Australia. Fiind capabil să joace ca extremă și fundaș dreapta, Emerton era cunoscut pentru „viteză, controlul mingii și creativitate."

## Legături externe
- Brett Emerton la Soccerbase
- Profil FIFA Arhivat în 12 mai 2014, la Wayback Machine.